# L'Été dernier
Pour plus de détails, voir Fiche technique et Distribution.
L'Été dernier est un film dramatique français réalisé par Catherine Breillat sorti en 2023.
Il s'agit du remake du film danois Dronningen (2019) réalisé par May el-Toukhy.

## Synopsis
Anne est une avocate renommée spécialisée dans les violences sexuelles faites aux mineurs. Elle vit avec Pierre, ensemble ils ont adopté deux sœurs jumelles (Serena et Angela). Pierre a aussi un fils âgé de 17 ans, Théo, né d'une première union. Lorsque ce dernier vient vivre chez eux, Anne entame une relation avec lui, au risque de mettre sa carrière en péril et de perdre sa famille. Au fil du temps, la relation se révèle destructrice et l'adolescent extrêmement perturbé.  La dernière image du film montre Théo, ayant quitté le domicile parental, faisant l’amour avec Anne dans le jardin puis Anne rejoignant le lit conjugal.

## Fiche technique
Sauf indication contraire, les informations mentionnées dans cette section peuvent être confirmées par la base de données cinématographiques Unifrance,  présente dans la section « Liens externes ».
- Titre original français : L'Été dernier
- Réalisateur : Catherine Breillat, assistée de Gabrièle Roux
- Scénario : Catherine Breillat et Pascal Bonitzer (collaboration) d'après le film Dronningen (2019) réalisé par May el-Toukhy et scénarisé par Maren Louise Käehne.
- Photographie : Jeanne Lapoirie
- Montage : François Quiqueré
- Décors : Sébastien Danos
- Costumes : Khadija Zeggaï
- Maquillage : Delphine Jaffart
- Production : Saïd Ben Saïd, Caroline Blanco, Rene Ezra, Sophie Roudaut, Clifford Werber
- Sociétés de production : SBS Productions, en association avec la SOFICA Cinécap 6
- Budget : 3,3 millions d'€
- Pays de production :  France
- Langue de tournage : français
- Format : Couleur
- Durée : 104 minutes
- Genre : Drame passionnel, film érotique
- Dates de sortie :
  - France : 25 mai 2023 (festival de Cannes) ; 13 septembre 2023 (sortie nationale)[5]

## Distribution
- Léa Drucker : Anne
- Samuel Kircher : Théo
- Olivier Rabourdin : Pierre
- Clotilde Courau : Mina, la sœur d'Anne
- Serena Hu : Serena
- Angela Chen : Angela
- Romane Violeau : la première cliente d'Anne
- Lilas-Rose Gilberti : Sara, jeune cliente d'Anne
- Jean-Christophe Pilloix : le père de Sara
- Jérôme Kircher : l'ami d'Anne et Pierre
- Valérie Schlumberger : l'invitée de l'apéritif
- Benjamin Magnard : l'invité de l'apéritif
- Karim Achoui : l'avocat de Théo
- Marie Lebey : la secrétaire de l'avocat

## Production
D'après sa réalisatrice, le tournage s'est déroulé « en état de grâce absolue » alors même qu'elle est physiquement diminuée par rapport à ses premiers films. Il s'agit du 15e film de la réalisatrice et sa première œuvre depuis son drame autobiographique Abus de faiblesse sorti dix ans auparavant. Pour le scénario, elle s'est inspirée de la production dano-suédoise Dronningen (2019) de May el-Toukhy, qui a remporté de nombreux prix.
Initialement, Valeria Bruni Tedeschi devait interpréter le rôle d'Anne avant d'être remplacée par Léa Drucker. Le fils de l'actrice Irène Jacob fait ici ses débuts au cinéma dans le rôle du beau-fils adolescent Théo. Dans une interview menée début février 2023, Drucker indique que L'Été dernier est « l'un des films les plus troublants » dans lesquels elle ait joué. Le film pose ses questions — « Est-ce que c'est de l'amour ? Où s'arrête l'amour ? Où commence la transgression ? » — sans être « moraliste ». Le film a rappelé à Léa Drucker l'histoire de la pièce de théâtre Blackbird (en) du dramaturge écossais David Harrower (en), dans laquelle elle avait joué. Cette œuvre raconte l'histoire d'une jeune femme qui se venge d'un homme plus âgé dont elle était tombée amoureuse à l'âge de 12 ans. Olivier Rabourdin et Clotilde Courau ont été engagés dans des seconds rôles.
Le tournage s'est déroulé de juin à juillet 2022. Jeanne Lapoirie était chef opératrice. Le film a été produit par Saïd Ben Saïd via sa société SBS Productions.

## Accueil

### Box-office
| Pays ou région | Box-office      | Date d'arrêt du box-office | Nombre de semaines |
| -------------- | --------------- | -------------------------- | ------------------ |
| France         | 122 747 entrées | 14 novembre 2023           | 9                  |
| Total mondial  | 340 767 $       | -                          | -                  |

## Distinctions

### Sélection
- Festival de Cannes 2023 : sélection officielle, en compétition

### Nominations
- César 2024[10] :
  - Meilleure réalisation
  - Meilleure actrice pour Léa Drucker
  - Révélation masculine pour Samuel Kircher
  - Meilleure adaptation